# 臨西縣 (雲南)
臨西縣，元代雲南的一個縣，在今维西傈僳族自治县，至元十四年立，屬巨津州，麗江路軍民宣慰司所管，洪武十五年三月因之，弘治後廢。又東北有雪山關。

## 沿革
- 洪武十五年三月入明，屬麗江府巨津州[4]
- 建文元年七月省[5]，燕賊後又復立，弘治時又省[6]。